# David Robinson
David Maurice Robinson (født 6. august 1965, i Key West, Florida) er en amerikansk pensioneret basketballspiller, som spillede for San Antonio Spurs i hele sin karriere i NBA, fra 1989 til 2003. 

## Klubkarriere
Han vandt her to NBA-mesterskabet, i 1999 og 2003 og blev i 1995 kåret til ligaens MVP. Desuden blev han hele ti gange udtaget til ligaens All-Star hold.
I 2009 blev Robinson optaget i Naismith Memorial Basketball Hall of Fame.

## Landshold
Robinson repræsenterede tre gange det amerikanske landshold ved tre olympiske lege. 
Ved OL 1988 vandt amerikanerne sikkert deres indledende pulje og derpå også deres kvartfinale over Puerto Rico. I semifinalen mødte de første gang siden den dramatiske finale ved OL 1972 Sovjetunionen, og amerikanerne havde ikke nogen god dag, så de tabte med 76-82. Sovjet vandt derpå guld med finalesejr over Jugoslavien, mens USA sikrede sig bronze med sejr over Australien.
Da professionelle spillere fik adgang til legene, stillede USA med en række af de bedste spillere fra NBA OL 1992 i Barcelona, et hold der blev benævnt "Dream Team", som også inkluderede Robinson, der var blevet professionel siden forrige OL. Amerikanerne vandt da også sikkert alle kampene i indledende pulje, hvorpå de besejrede Puerto Rico og Litauen i kvart- og semifinalen. Finalen blev et opgør mod Kroatien, der havde revanche til gode fra indledende pulje, men heller ikke her levnede amerikanerne modstanderne en chance, da de vandt med 117-85 og dermed sikrede sig den ventede guldmedalje, mens Kroatien fik sølv og Litauen bronze.
Ved legene fire år senere på hjemmebane i Atlanta, var "Dream Team II" igen favoritter, skønt holdet ikke var helt så imponerende besat som i Barcelona. Igen var holdet ubesejret i indledende runde, og efter sejre over Brasilien i kvartfinalen og over Australien i semifinalen, stod kampen om guldet mod Serbien og Montenegro. Amerikanerne med Robinson genvandt guldet med sejr på 95-69, så Serbien-Montenegro fik sølv, mens Litauen fil bronze.